# Сат, Арбак Чечек-Оолович
Арбак Чечек-Оолович Сат (13 декабря 1994) — российский борец вольного стиля. Мастер спорта России. Призёр чемпионата России.

## Спортивная карьера
Воспитанник красноярской академии имени Дмитрия Миндиашвили. В начале декабря 2013 года в подмосковном Раменском в составе сборной Красноярского края стал обладателем командного Кубка России. В конце мая 2016 года на чемпионате России в Якутске занял 8 место. 17 октября 2016 года ему было присвоено звание мастер спорта России. 5 августа 2018 года в подмосковном Одинцово дошёл до финала чемпионата России, в котором уступил Магомедрасулу Газимагомедову из Дагестана, став серебряным призёром. 13 октября 2019 года в Якутске на международном турнир памяти Дмитрия Коркина стал обладателем серебряной медали, в финале он проиграл Евгению Жербаеву из Бурятии. 20 октября 2019 года в Кемерово, взяв верх в финале против немца Кевина Хенкеля, стал победителем международного турнира «Шахтерская слава». 24 января 2020 года на Гран-при «Иван Ярыгин» в Красноярске в схватке за бронзовую награду проиграл Евгению Жербаеву. 17 октября 2020 года на чемпионате России в Наро-Фоминске в малом финале уступил Курбану Шираеву из Дагестана, заняв итоговое 5 место. 12 марта 2021 года неудачно выступил на чемпионате России в Улан-Удэ, где уступил в квалификации Ильдусу Гиниятуллину из Татарстана. 27 января 2022 года в Красноярске на Международном турнире «Иван Ярыгин» в 1/8 финала уступил местному борцу Руслану Жендаеву. 23 апреля 2022 года стал серебряным призёром чемпионата СФО, в финале он проиграл Константину Топшиноеву из Иркутской области. 29 октября 2022 года в Якутске на международном турнире памяти Дмитрия Коркина в схватке за бронзовую медаль проиграл Нареку Арутюняну из Армении. 13 ноября 2022 года в Нефтеюганске на Международном турнире на призы Владимира Семёнова дошёл до финала, в котором уступил Анзору Закуеву из Крыма. В декабре 2022 года в Майкопе в составе сборной Красноярского края принимал участие в командном Кубке России.

## Спортивные результаты
- Кубок России по вольной борьбе 2014 (команда) — ;
- Чемпионат России по вольной борьбе 2018 — ;